# 宽边田中鳑鲏
寬邊田中鰟鮍（學名：Tanakia latimarginata）為輻鰭魚綱鯉形目鱊科田中鳑鲏屬的一種，為溫帶淡水魚，分布於亞洲韓國洛東江流域，體長可達7.5公分，棲息在沙石底質底中層水域，繁殖期時雌魚會將卵產在貽貝中，幼魚孵化而且停留在貝殼內中，直到它們能游泳。

## 扩展阅读
維基物種上的相關：寬邊田中鰟鮍